# (386) Siegena
(386) Siegena ist ein Asteroid des äußeren Hauptgürtels, der am 1. März 1894 vom deutschen Astronomen Max Wolf an seiner Privatsternwarte in Heidelberg bei einer Helligkeit von 12 mag entdeckt wurde.
Der Asteroid ist benannt nach der Stadt Siegen in Westfalen, der Heimatstadt des Astronomen und Herausgebers der Astronomischen Nachrichten Heinrich Kreutz (1854–1907), von dem er im Jahr 1900 auch benannt wurde.

## Wissenschaftliche Auswertung
Eine enge Begegnung von (386) Siegena mit der etwa halb so großen (366) Vincentina am 21. Januar 1904 bis auf einen Abstand von 7,66 Mio. km bei einer Relativgeschwindigkeit von 8,8 km/s veranlasste den schwedisch-dänischen Astronomen Svante Elis Strömgren erstmals theoretische Überlegungen anzustellen, um die gegenseitigen Bahnstörungen bei solchen Begegnungen zu berechnen.
Mit Daten radiometrischer Beobachtungen in Infraroten am Kitt-Peak-Nationalobservatorium in Arizona vom September 1975 wurden für (386) Siegena erstmals Werte für den Durchmesser und die Albedo von 191 km und 0,04 bestimmt. Aus Ergebnissen der IRAS Minor Planet Survey (IMPS) wurden 1992 Angaben zu Durchmesser und Albedo für zahlreiche Asteroiden abgeleitet, darunter auch (386) Siegena, für die damals Werte von 165,0 km bzw. 0,07 erhalten wurden. Eine Auswertung von Beobachtungen durch das Projekt NEOWISE im nahen Infrarot führte 2012 zu vorläufigen Werten für den Durchmesser und die Albedo im sichtbaren Bereich von 189,7 km bzw. 0,04. Nach der Reaktivierung von NEOWISE im Jahr 2013 und Registrierung neuer Daten wurden die Werte 2016 angegeben mit 157,9 km bzw. 0,05, diese Angaben beinhalten aber hohe Unsicherheiten. Eine Untersuchung von 2020 bestimmte aus vier Sternbedeckungen durch (386) Siegena einen Durchmesser von 175,5 ± 2,1 km.
Eine spektroskopische Untersuchung von 820 Asteroiden zwischen November 1996 und September 2001 am La-Silla-Observatorium in Chile ergab für (386) Siegena eine taxonomische Klassifizierung als Caa- bzw. Ch-Typ.
Photometrische Messungen des Asteroiden fanden erstmals statt vom 26. bis 29. Mai 1979 am Table Mountain Observatory in Kalifornien. Diese Beobachtungen konnten aber nicht schlüssig ausgewertet werden. Weitere Beobachtungen erfolgten dann im Rahmen einer internationalen Kampagne vom 15. August bis 10. September 1980 an drei Sternwarten: Dem Table Mountain Observatory, dem La-Silla-Observatorium sowie dem Osservatorio Astrofisico di Catania in Italien. Aus der in 11 Beobachtungsnächten aufgezeichneten Lichtkurve wurde nun für den Asteroiden eine Rotationsperiode von 9,763 h abgeleitet. Die Beobachtungsdaten von 1979 konnten mit dieser Periode nachträglich auch zu einer Lichtkurve zusammengesetzt werden.
In einer Untersuchung von 1998 wurde aus den archivierten Daten von 1979 und 1980 eine Position für die Rotationsachse mit einer retrograden Rotation berechnet. Außerdem erfolgte eine Abschätzung für die Achsenverhältnisse eines dreiachsig-ellipsoidischen Gestaltmodells des Asteroiden.
Neue photometrischen Messungen vom 3. bis 20. Juli 2004 am Santana Observatory in Kalifornien ergaben stark verrauschte Daten, aus denen eine Rotationsperiode von 15,98 h abgeleitet wurde. Dies erwies sich aber als eine fehlerhafte Auswertung, denn weitere Beobachtungen vom 24. Februar bis 11. März 2007 am Santana Observatory konnten die bereits 1980 abgeleitete Rotationsperiode mit einem Wert von 9,760 h bestätigen.
Aus archivierten Lichtkurven und neuen photometrischen Messungen aus dem Zeitraum April 1998 bis Oktober 2010 an verschiedenen Observatorien, wie dem Observatorium Borówiec in Polen, dem Observatoire Les Engarouines in Frankreich und dem South African Astronomical Observatory (SAAO) in Südafrika, konnte in einer Untersuchung von 2012 erstmals ein dreidimensionales Gestaltmodell des Asteroiden für zwei alternative Positionen der Rotationsachse, eine mit retrgrader und eine mit prograder Rotation, und eine Periode von 9,76503 h bestimmt werden. Auch nach einem Vergleich mit den Beobachtungsdaten von zwei Sternbedeckungen durch den Asteroiden vom 25. Oktober 1999 und vom 30. Dezember 2010 konnte zwar keine der beiden Rotationsachsen ausgeschlossen werden, aber das Gestaltmodell wurde zu äquivalenten Durchmessern von etwa 180 ± 20 km skaliert.
Eine Auswertung von archivierten Lichtkurven des Lowell-Observatoriums führte in einer Untersuchung von 2016 erneut zur Erstellung eines dreidimensionalen Gestaltmodells des Asteroiden für eine Position der Rotationsachse mit prograder Rotation und einer Periode von 9,76503 h. Mit dem neuen Algorithmus All-Data Asteroid Modeling (ADAM) wurde dann 2017 wieder ein Gestaltmodell erstellt, das alle verfügbaren photometrischen Daten in Verbindung mit einer hochaufgelösten Infrarot-Aufnahmen am Teleskop II des Keck-Observatoriums auf Hawaiʻi vom 6. Oktober 2010 sowie den Beobachtungen der Sternbedeckungen vom Oktober 1999 und Dezember 2010 (siehe oben) gut reproduziert. Für die Rotationsachse wurde die bereits zuvor abgeleitete eindeutige Position mit prograder Rotation und die Periode bestätigt. Für die Größe wurde ein volumenäquivalenter Durchmesser von 167 ± 5 km abgeleitet.
Zwischen 2012 und 2018 wurden mit der All-Sky Automated Survey for Supernovae (ASAS-SN) auch photometrische Daten von 20.000 Asteroiden aufgezeichnet. Auf mehr als 5000 davon konnte erfolgreich die Methode der konvexen Inversion angewendet werden, darunter auch (386) Siegena, für die in einer Untersuchung von 2021 ein verbessertes dreidimensionales Gestaltmodell für eine Rotationsachse mit prograder Rotation und einer Periode von 9,7652 h berechnet wurde. Aus den Daten von ATLAS wurde dann in einer Untersuchung von 2022 mit der Methode der konvexen Inversion eine Rotationsperiode von 9,76507 h berechnet.
Abschätzungen von Masse und Dichte für (386) Siegena ergaben in einer Untersuchung von 2012 eine Masse von etwa 8,14·1018 kg und mit einem angenommenen Durchmesser von etwa 170 km eine Dichte von 3,14 g/cm³ bei keiner Porosität. Die Werte besitzen eine Unsicherheit von ±24 %.